# Neoleptodesmus aztecus
Neoleptodesmus aztecus är en mångfotingart som först beskrevs av Henri Saussure 1859.  Neoleptodesmus aztecus ingår i släktet Neoleptodesmus och familjen Rhachodesmidae. Inga underarter finns listade i Catalogue of Life.